# Gnypetomorpha deserta
Gnypetomorpha deserta là một loài tò vò trong họ Ichneumonidae.